# غافين نوبل
غافين نوبل (بالإنجليزية: Gavin Noble)‏ هو تريثلت أيرلندي، ولد في 9 أبريل 1981 في Enniskillen ‏ في المملكة المتحدة.

## وصلات خارجية
- غافين نوبل على موقع أوليمبيديا (الإنجليزية)
- غافين نوبل على موقع اتحاد ألعاب الكومنولث (مؤرشف) (الإنجليزية)
- غافين نوبل على موقع دورة ألعاب الكومنولث 2006 (مؤرشف) (الإنجليزية)